# نادي سكك الحديد التونسي
نادي سكك الحديد التونسي،  وهو نادي كرة قدم تونسي تأسس في 1 أكتوبر 1919 تتم إدارته من قبل الشركة الوطنية للسكك الحديدية التونسية منذ تأسيسه.

## التاريخ

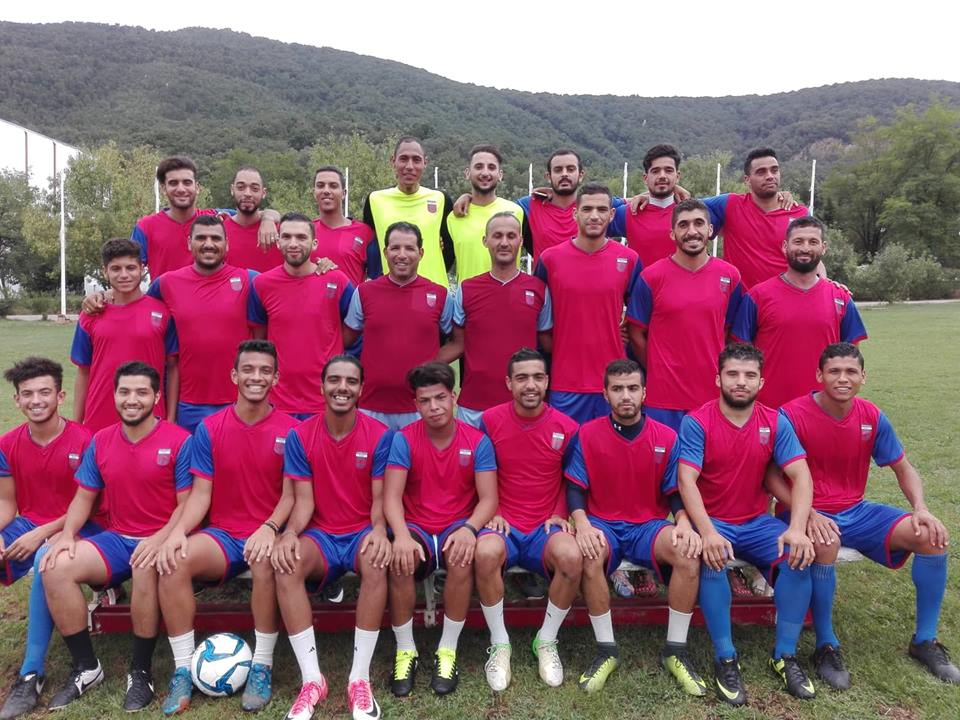
الفريق سنة 2018.

شارك النادي لأول مرة في المسابقات في 1920-1921 قبل أن يفوز خلال الموسم التالي ببطولة الشرف الشمالية (القسم الثاني) والبطولة الوطنية بفوزه على نادي صفاقس الأوليمبي. دخل السلسلة الأولى تحت إشراف الرئيس لويس مارتينول والمدير الرياضي السيد لابورت. لاعبوه هم فرنسيون حصريًا وفقط في موسم 1927-1928، اللاعب التونسي هو جزء من تدريبه لأول مرة: حمادي كبادو.
أثر تراجع النادي في عام 1930 وفشله في سدود السنة التالية بشكل كبير لدرجة أنه تجمد أنشطته من عام 1935 إلى عام 1938 واستأنفها فقط بفضل إرادة الدكتور أ. نيكولاس. بعد الحرب العالمية الثانية، يفتح للاعبين التونسيين لكنه فشل في الإقلاع. من عام 1960، استأجر المدرب مولدي بلخمسة الذي سمح له بالتقدم والوصول إلى المركز الأول في البطولة الوطنية عام 1966 والمرة الثانية في عام 1968. الرئيس أحمد بيليل (1966-1980) يعطيه الوسائل ل تبرز بين النخبة قبل أن تسفر عن الشعلة إلى كامل بن عمر (رئيس الجامعة التونسية لكرة القدم السابق) ونجيب فتوري ومختار باتي. على الرغم من تطوره في كثير من الأحيان في الرابطة المحترفة الثانية، نجح النادي في العبور إلى الرابطة المحترفة الأولى فقط خلال موسم 1988-1989.

## المدربين
- 1960-1968: مولدي بلخمسا
- 1968-1971: أكيموفيتش برانيسلاف
- 1971-1974: راشد الحمي
- 1974-1975: مولدي بلخمسا ثم دي متري [من؟] ثم راشد الحمي
- 1975-1976: راشد حمي ثم نونيز ناسيمنتو
- 1976-1977: راشد حمي ثم شدلي درويش
- 1977-1979: سكاندر مدلجي
- 1979-1980: سكندر مدلجي ثم عمر بليل ثم أحمد مغيربي
- 1980-1984: أحمد مغربي
- 1984-1985: أحمد مغربي (مؤقت بقلم سليم زليتني)
- 1985-1986: حمزة مراد
- 1986-1987: علي سلمي
- 1987-1988: خالد حسني ثم عز الدين جومني
- 1988-1989: أحمد علايا
- 1989-1990: أحمد مغربي
- 1990-1991: هايدجيسكي [من؟]
- 1991-1992: كرامر [من؟]
- 1992-1993: عمر عمري ثم أحمد عليا
- 1993-1994: رؤوف محجوبي ثم علي شبوح
- 1994-1995: كامل شبلي ثم عبد الحميد ماضي ومحمد زويتن
- 1995-1996: طاهر بلامين ثم فوزي شور ثم يوسف مرزوقي
- 1996-1997: عبد الوهاب حشيري
- 1997-1998: علي سريب
- 1998-2003: عبد الحميد ماضي
- 2003-2004: داغبجي جومري ثم عز الدين جومني
- 2004-2005: عز الدين جومني
- 2005-2008: وحيد منيف
- 2008-2010: عز الدين جومني
- 2010-2015: عبد الحميد ماضي
- 2015-201 ..: سهيل خشروم